# Уголовное дело по Голодомору
Уголовное дело по голодомору (укр. Кримінальна справа по Голодомору) — уголовное дело, возбуждённое 22 мая 2009 года Главным следственным управлением Службы безопасности Украины против ряда советских и партийных руководителей СССР и УССР по факту массового голода 1932—1933 годов на Украине — как сказано в постановлении о возбуждении уголовного дела, «по факту совершения в 1932—1933 годах на Украине геноцида, то есть по признакам преступления, предусмотренного ч. 1 ст. 442 Уголовного кодекса Украины».
25 декабря 2009 года, в ходе расследования этого уголовного дела Главным следственным управлением Службы безопасности Украины (СБУ) под руководством генерал-майора юстиции Вовка В. В., было возбуждено новое уголовное дело в отношении И. В. Сталина (Джугашвили), В. М. Молотова (Скрябина), Л. М. Кагановича, П. П. Постышева, С. В. Косиора, В. Я. Чубаря и М. М. Хатаевича по признакам преступления, предусмотренного ч. 1 ст. 442 УК Украины.
31 декабря 2009 года дело было направлено в Апелляционный суд Киева как «подлежащее закрытию». Суд, потративший на рассмотрение дела всего несколько часов, подтвердил выводы следователей СБУ об организации на территории УССР геноцида украинской национальной группы, то есть искусственного создания жизненных условий, рассчитанных на её частичное физическое уничтожение. Суд констатировал, что обвиняемые совершили вменяемое им преступление, и закрыл уголовное дело в связи с их смертью.

## Основание для возбуждения уголовного дела
Основанием для возбуждения дела, как следует из сообщения пресс-службы СБУ, стали обращения председателя Украинского института национальной памяти Игоря Юхновского, народных депутатов Украины Григория Омельченко, Александра Черноволенко, председателя Ассоциации исследователей голодоморов на Украине Левко Лукьяненко, председателя общества «Мемориал» им. В. Стуса Романа Круцика, а также заявления других граждан Украины с требованием провести расследование обстоятельств массовой гибели жителей Украины от голода в 1932—1933 годах.
По данным пресс-центра, в ходе проверки были получены объяснения от очевидцев и свидетелей событий 1932—1933 годов, рассекреченные советские архивные тайные документы, научные исследования отечественных и заграничных учёных, историков, общественных деятелей, заключения Киево-Могилянской академии и Львовского национального университета им. И.Франко относительно юридической квалификации действий советского руководства как массовых убийств голодом, то есть преступлений против человечества.

## Ход расследования
Расследованием уголовного дела занимались следственные группы СБУ, работавшие в 17 областях Украины.
В августе 2009 года начальник Управления СБУ в Харьковской области Андрей Мухатаев и председатель Харьковской облгосадминистрации Арсен Аваков на пресс-конференции, посвящённой ходу расследования, сообщили, в частности, об обнаружении уникальных документов Харьковского судебно-медицинского морга за 1929—1934 годы: записей судебно-медицинских исследований, архивных книг, книг регистрации умерших, годовых отчётов и деловой переписке, благодаря которым следователи восстанавливают картину событий тех лет. Согласно обнаруженным документам, в течение 1933 года в Харьковский судебно-медицинский морг поступило 8 940 тел умерших людей, из которых 6 021 умерли от голода. Ежедневно в июле 1933 года в морг привозили от 130 до 300 трупов. В течение 1933 года умершим ставили диагноз ББО — безбелковый отёк.
В ходе расследования было выявлено 13 613 населённых пунктов (в том числе 11 922 сёл), жители которых пострадали в результате массового голода. Всего было выявлено 1847,5 тыс. жертв. Как сообщил Игорь Юхновский, основное число жертв пришлось на январь — май 1933 года, при этом, по его словам, «политическим катализатором репрессий, развёрнутых против крестьян, стала речь Сталина от 1 января 1933 года».
25 декабря 2009 года в ходе расследования уголовного дела № 475 Главным следственным управлением СБУ (генерал-майор юстиции Вовк В. В.) было возбуждено ещё одно уголовное дело № 1-33/2010 в отношении Сталина (Джугашвили) И. В., Молотова (Скрябина) В. М., Кагановича Л. М., Постышева П. П., Косиора С. В., Чубаря В. Я. и Хатаевича М. М. по признакам преступления, предусмотренного ч. 1 ст. 442 УК Украины.

## Судебный процесс
31 декабря 2009 года дело № 1-33/2010 было направлено в Апелляционный суд Киева, который, рассмотрев его всего за несколько часов, подтвердил выводы следователей СБУ об организации на территории УССР геноцида украинской национальной группы, то есть искусственного создания жизненных условий, рассчитанных на её частичное физическое уничтожение.
Рассмотрение возбуждённого Главным следственным управлением СБУ уголовного дела по обвинению советских и партийных деятелей СССР и УССР— Сталина (Джугашвили), Молотова (Скрябина), Косиора, Чубаря, Постышева, Кагановича и Хатаевича, состоялось 12 — 13 января 2010 года.
Первое слушание по делу началось 12 января и продлилось около 10 минут. Просьба стороны обвинения о предоставлении 4 суток для ознакомления с 330 томами дела была отклонена. Рассмотрение дела было перенесено на следующий день — 13 января 2010 года, когда состоялось второе и последнее заседание по делу.
В начале заседания, в 10 часов утра, стороной обвинения — представителем Генеральной прокуратуры Украины О. Доценко — было заявлено, что прокуратура просит закрыть уголовное дело в связи с тем, что все обвиняемые по нему уже давно умерли. Судья В. Скавроник объявил перерыв до 15:30 и удалился в комнату для совещаний. Сразу после перерыва судья огласил решение суда. Зачитывание длилось 2 часа 40 минут.
Судья Апелляционного суда города Киева В. Скавроник подтвердил выводы следователей СБУ об организации на территории УССР геноцида украинской национальной группы, то есть искусственного создания жизненных условий, рассчитанных на её частичное физическое уничтожение. Суд констатировал, что обвиняемые совершили преступление геноцида, предусмотренное ч. 1 ст. 442 Уголовного кодекса Украины, и закрыл уголовное дело в связи со смертью обвиняемых.
В то же время суд констатировал, что на основании ст. 6 УПК Украины «уголовное дело не может быть возбуждено, а возбуждённое дело подлежит закрытию… относительно умершего, за исключением случаев, когда производство по делу является необходимым для реабилитации умершего или возобновления дела относительно других лиц по вновь выявленным обстоятельствам», и постановил «закрыть уголовное дело, возбуждённое по факту совершения геноцида на Украине в 1932—1933 годах в отношении Сталина (Джугашвили) Иосифа Виссарионовича, Молотова (Скрябина) Вячеслава Михайловича, Кагановича Лазаря Моисеевича, Постышева Павла Петровича, Косиора Станислава Викентьевича, Чубаря Власа Яковлевича и Хатаевича Менделя Марковича, в связи с их смертью».
2 февраля 2010 года, в связи с большим политическим резонансом судебного решения и различными его толкованиями СМИ пресс-служба Апелляционного суда Киева опубликовала разъяснение, в котором по сути решения суда было указано следующее: «Необходимо чётко понимать, что суд не признавал указанных лиц виновными в совершении преступления, предусмотренного ч. 1 ст. 442 УК Украины (геноцид), как об этом неоднократно ошибочно, с негативной составляющей, заявлялось в средствах массовой информации. Суд не имел процессуальной возможности это сделать, поскольку действующее национальное уголовно-процессуальное законодательство Украины не предполагает предъявления обвинения умершим, и уж тем более их осуждения. Однако указанное никоим образом не оправдывает указанных лиц в совершении ими тяжкого преступления против украинского народа, а, наоборот, данные, содержащиеся в материалах уголовного дела, подтверждают и со всей очевидностью свидетельствуют о том, что Голодомор 1932—1933 годов — это не что иное, как геноцид части украинской национальной группы, который организовали и совершили именно Сталин (Джугашвили) И. В., Молотов (Скрябин) В. М., Каганович Л. М., Постышев П. П., Косиор С. В., Чубарь В. Я. и Хатаевич М. М.
»

## Оценки и мнения
Возбуждение уголовного дела вызвало многочисленные критические комментарии со стороны деятелей политических партий, находившихся в оппозиции к президенту Ющенко. Так, по выражению председателя Верховной рады Украины Владимира Литвина, создавалось впечатление, что СБУ и министерство иностранных дел занимаются одним лишь голодомором.
Игорь Юхновский в интервью агентству УНИАН заявил, что, по его мнению, основной целью возбуждения уголовного дела должно стать юридическое доказательство судом факта совершения преступления против человечества в период, когда на Украине «властвовал режим террора». В то же время Юхновский отметил, что уголовное дело, скорее всего, не будет касаться каких-то конкретных лиц: «Мы не сможем этого сделать, потому что в тех событиях были задействованы тысячи людей, некоторые из которых сами стали жертвами тогдашнего режима».
В июне 2009 года Валентин Наливайченко, комментируя предположение, что итогом расследования уголовного дела могут стать иски к России как правопреемнице СССР, ответил: «Преступление было совершено на территории Украины, исполнители и организаторы будут официально установлены следственным путём, но по рассекреченным документам известно, что это представители украинской власти, украинской компартии и карательных органов, существовавших в то время на территории Украины. Поэтому мы сами расследуем их преступления и передадим дело в украинский суд… Что касается третьей стороны — России или любого другого государства — ни о каких претензиях с нашей стороны речи не идёт».
Лидер Партии регионов Виктор Янукович назвал возбуждение уголовного дела провокацией и нагнетанием напряжённости, направленными на ухудшение отношений с Россией: «Как результат, общество снова оказывается перед угрозой быть втянутым во внутренний конфликт, вызванный разницей в оценках причин и следствий трагических событий 1932-33 годов. И это в условиях жестокого социально-экономического кризиса, который переживает сейчас страна и при котором ответственная власть должна думать о том, как объединять народ, а не о том, как натравливать брата на брата».
Бывший заместитель главы СБУ, а в период этих событий народный депутат от политической партии «Народная самооборона» Геннадий Москаль назвал активность СБУ в этом вопросе «абсурдом» с юридической точки зрения: «Против кого — против кладбища СБУ может возбудить дело? Кого собираются привлечь к ответственности? Кто выдумал этот очередной пиар-ход?».
Председатель СБУ Валентин Наливайченко, однако, отверг мнения критиков, утверждая, что, согласно украинскому законодательству, такие преступления, как геноцид, относятся к компетенции СБУ, уголовное дело возбуждено обоснованно и оно не имеет какой-либо политической подоплёки.
Оценки вынесенного судебного решения радикально различались. Так, президент Виктор Ющенко заявил, что «решение украинского суда переводит все дискуссии вокруг Голодомора из политической в юридически-правовую плоскость». Некоторые другие украинские политики и политологи охарактеризовали судебный процесс как «фарс», «театральное действие». Например, депутат от БЮТ Александр Фельдман заявил после начала первого уголовного дела: «Это фарс. Зачем устраивать подобные судебные процессы в стране, где ни один человек не может рассчитывать на справедливое правосудие по вполне конкретным уголовным делам?».
Председатель комитета Государственной думы по международным делам Константин Косачёв заявил, что оценка массового голода, вынесенная судом в Киеве, маргинальна и является частью избирательной кампании Виктора Ющенко: «По моему глубокому убеждению, это решение украинского суда является частью избирательной кампании президента Ющенко и его отчаянной попытки сохраниться во власти через реализацию „операции голодомор“». Косачев отметил, что тему голодомора активно развивал не только президент Виктор Ющенко, но и его супруга. «Она ещё в советское время, будучи гражданкой США, активно работала там по этой теме», — отметил он.
Председатель комитета Совета Федерации по делам СНГ Вадим Густов напрямую увязал решение апелляционного суда Киева по голодомору с предстоявшими через несколько дней выборами президента Украины: «Всё это делается, безусловно, в преддверии выборов, это попытка навязать дискуссию, отвлечь украинских избирателей от насущных проблем».